# Seminário de Qom
O Qom Hawza (em persa: حوزه قم‎‎) é o maior Hawza (seminário tradicional islâmico de ensino superior), estabelecido em 1922 pelo Marja Abdul-Karim Ha'eri Yazdi em Qom.

## Professores notáveis
- Mohammad Ali Araki
- Seyyed Hossein Borujerdi
- Mohammad-Taqi Bahjat Foumani
- Jawad Tabrizi
- Morteza Haeri Yazdi
- Abdul-Karim Ha'eri Yazdi
- Muhammad Hujjat Kuh-Kamari
- Mohammad Beheshti
- Ruhollah Khomeini
- Ahmad Khonsari
- Sayyid Sadeq Rohani
- Mousa Shubairi Zanjani
- Mohammad Kazem Shariatmadari
- Sadiq Hussaini Shirazi
- Mohammad al-Husayni al-Shirazi
- Ali Safi Golpaygani
- Yousef Saanei
- Sadr al-Din al-Sadr
- Muhammad Husayn Tabataba'i
- Mohammad Alavi Gorgani
- Mohammad Fazel Lankarani
- Ayatollah Haj Mirza Khalil Kamareyi
- Mohammad-Reza Golpaygani
- Shahab al-Din Mar'ashi Najafi
- Ali Meshkini
- Naser Makarem Shirazi
- Hussein-Ali Montazeri
- Abdul-Karim Mousavi Ardebili
- Hossein Vahid Khorasani
- Mehdi Shab Zende Dar Jahromi